# 中国と国際連合
本項目では中国と国際連合の関係について述べる。中国は国際連合の設立メンバーであり、安全保障理事会の常任理事国5か国の1つである。ただし、設立当初は中華民国（中国国民党政権）が中国の議席を占めており、1949年に国共内戦で国民党が敗れて台湾に逃れた後も変わらなかったが、1971年のアルバニア決議（国際連合総会決議2758）を受けて、中華人民共和国（中国共産党政権）が中国の議席を占めることとなり、抗議した中華民国は国際連合から脱退した。

## 概要
中国国民党率いる中華民国は、第二次世界大戦（日中戦争）の戦勝国の一つであり、1945年の国連創設と同時に国連に加盟した。その後、国共内戦が再開され、1949年に中国共産党により中華人民共和国が設立された。その後すぐに中国大陸のほぼ全域が中華人民共和国の支配下に置かれ、中華民国は島嶼部である台湾に退避した。どちらの政府も「一つの中国」政策を掲げていたため、両国が国連に代表を送るという「二重代表制」は取られず、国連の中国の代表は引き続き中華民国が占めていた。冷戦と朝鮮戦争の中で、アメリカ合衆国とその同盟国は、1961年にモンゴルの独立・国連加盟を巡って中華民国政府と対立することはあったものの、1971年まで国連での中国の議席を中華民国から中華人民共和国に変えることには反対した。イギリス、フランスなど一部のアメリカの同盟国は、個別に中華人民共和国を承認して中華民国と国交を断絶し、アルバニアは中国の議席を中華人民共和国に置き換えるための決議案の提出を毎年行っていた。しかし、総会決議1668により承認の変更には3分の2の賛成が必要となったため、これらは否決された。
中ソ対立とベトナム戦争の中で、1971年にアメリカ大統領大統領補佐官ヘンリー・キッシンジャーが秘密裏に周恩来首相を訪問したことをきっかけに、リチャード・ニクソン大統領が毛沢東主席との交渉を開始した。1971年10月25日、中華人民共和国を唯一の合法的な中国政府として承認するアルバニアによる動議が総会決議2758（通称「アルバニア決議」）として採択された。この決議には、ソ連を含むほとんどの共産主義国とインドなどの非同盟諸国のほか、イギリスやフランスなど一部のNATO諸国も賛成した。同年11月15日に中華人民共和国代表が国連に代表を送ると、翌年にはニクソン大統領自ら中国本土を訪問し、米中関係の正常化が始まった。それ以来、中華民国は「一つの中国」政策を緩和し、国際的な承認を求めてきた。このような動きは中華人民共和国に反対され、ほとんどが阻止されてきたため、中華民国は国際オリンピック委員会での「チャイニーズタイペイ」など、別の名前で国際組織に参加せざるを得なくなった。
中華民国の最近の加盟申請は2007年に却下されたが、アメリカを筆頭に欧米の政府が国際連合法務部に抗議し、国際機関とその事務総長に「台湾は中国の一部」という表現の使用を中止させた。

## 国連における中国の活動

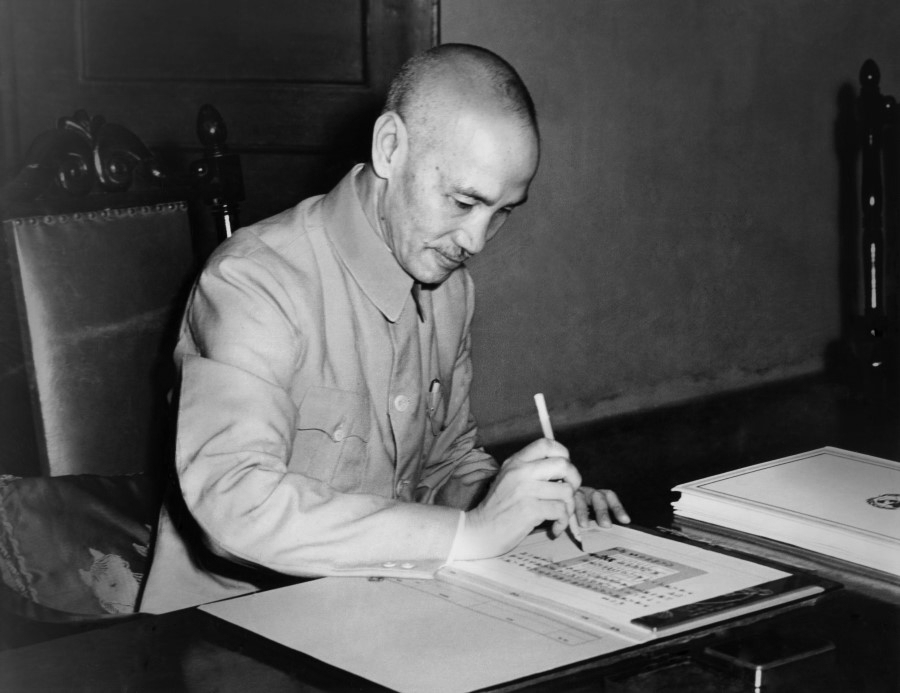
中国は、日本の満洲への侵攻以来となる枢軸国との長い戦争の功績を称えられ、1945年8月24日に国連憲章に最初に署名した。中華民国の代表は蔣介石主席だった。

中華民国が安全保障理事会の拒否権を行使したのは、1955年にモンゴル人民共和国の国連への加盟に反対したときだけである。中華民国はモンゴル全土も「中国の一部」としてその領有を主張していた。
中華人民共和国は1972年8月25日、バングラデシュの国連加盟を阻止するために初めて拒否権を行使した。1971年から2011年まで、中華人民共和国は拒否権をあまり行使せず、中国の利益に直接関係しない決議には拒否権を行使するよりも棄権することを好んでいた。中華人民共和国は、1971年から1976年の間に安保理決議の30%を棄権した:140。2011年にシリア内戦が勃発して以来、中華人民共和国はロシアと共同で拒否権を行使するようになり、新たな対立（新冷戦・米中冷戦）が懸念されるようになった。1999年以降、中華人民共和国が単独で拒否権を行使したことはない。
中華民国は、国連設立前の1943年に連合国救済復興機関(UNRRA)を共同設立し、中華民国は政策決定機関である中央委員会の4か国のうちの1つだった。UNRRAは、枢軸国に占領された地域に物資やサービスを提供した。UNRRAが行った最大のプロジェクトは中国プログラムであり、その総見積額は6億5840万ドルに上った。UNRRAの中国事務所は1944年末に上海に開設され、1947年12月31日のUNRRAの活動終了まで運営された。最終的な作業と責任は1948年3月までに終了した。UNRRAは、蔣廷黻が率いる中国国家救援復興局と協力して、中国国内で救援物資を配布した。その後、UNRRAの機能は、国際難民機関や世界保健機関など、いくつかの国連機関に移管された。
中華民国の張彭春は、世界人権宣言を起草した国連人権委員会の副委員長を務めた。宣言起草の中心となったエレノア・ルーズベルトは、張について回想録の中で次のように語っている。
張博士は多元論者で、究極の現実は一つではないという命題を魅力的に語っていました。張博士は、宣言には単に西洋の考え方だけでなく、もっと多くのものを反映させるべきだと言い、ハンフリー博士は折衷的なアプローチをしなければならないと言いました......ある時、張博士は、数か月かけて事務局が儒教の基礎を学ぶのはどうかと提案したのです!
世界人権宣言は、1948年12月10日に国連総会で決議217A(III)として採択された。中華民国は、それに賛成した48か国のうちの1つだった。
朝鮮戦争の停戦交渉が決裂した後の1951年2月1日、国連総会は決議498を採択し、中華人民共和国の朝鮮半島への介入を侵略行為とした。
国際刑事裁判所(ICC)は、ジェノサイド、人道に対する罪、戦争犯罪、侵略犯罪で個人を起訴するための常設の国際裁判所であり、安全保障理事会によって事態が委ねられた場合に管轄権を有する。2013年5月現在、122の国がICCの設立等に関する国際刑事裁判所ローマ規程を批准または加盟しているが、中国はその中に入っていない。中国はインドと同様に、ICCに対して批判的である。
中国はコンゴ民主共和国への派遣以来、2012年6月時点で13の国連平和維持活動に3,362人の軍事監視員を派遣している。中国は、2013年から2015年の国連平和維持活動予算の3.93%を拠出し、加盟国中7位となった。米国は27.14%を拠出して1位だった。
1954年のノーベル平和賞は、国連難民高等弁務官事務所(UNHCR)に授与された。受賞理由の中でノーベル財団は、UNHCRが他の貢献の中でも、1957年と1962年の国連総会で、100万人以上と推定される香港の中国系難民の支援を要請（決議1167および1784）されたことに言及している。また、マカオの中国系難民や、インドやネパールのチベット系難民の中でも特に困窮している人たちに対してもUNHCRの支援が行われた。インドは2001年末時点で約11万人のチベット難民を受け入れている。UNHCRの推計によると、1990年以前にネパールに到着し、政府によって難民として認められたチベット人は1万5千人いるという。

## 歴史

### 中華民国時代（1945年 - 1971年）
中華民国は、国際連合の設立メンバーであり、1971年まで安全保障理事会の5つの常任理事国の1つであった。中華民国は、1945年10月24日に創設メンバーとして国際連合に加盟した。
第二次世界大戦の戦勝国である四大国（中華民国、ソ連、イギリス、アメリカ）は、1944年に国際連合憲章を起草し、1945年6月26日に50か国の代表によって批准された国際連合の創設メンバーである。中国は、長年にわたる日本との戦いが評価され、国連憲章に最初に署名する栄誉を得た。アメリカのフランクリン・ルーズベルト大統領は、第二次世界大戦における中国による戦争遂行を認め、中国が「世界の平和と繁栄を維持するために適切な役割を果たす」ことを望んでいた。中国は、ウィンストン・チャーチルをはじめとする他の指導者の反対にもかかわらず、1945年の安保理創設時から常任理事国となった。
1949年、国共内戦で中国共産党が中国大陸で勝利し、中国の唯一の合法的な政府であると主張して中華人民共和国（PRC）を建国した。中華民国政府は台湾、金門、馬祖に撤退した。1991年まで、中華民国は中国の唯一の合法的な政府であると積極的に主張していた。1950年代から1960年代にかけては、この主張はアメリカとその同盟国のほとんどに受け入れられていた。中華人民共和国はソ連の同盟国であったが、アメリカは共産主義国が常任理事国になることを阻止しようとした。ソ連の代表は、中国の議席を中華民国が占めていることに抗議して、1950年1月から8月まで国連の全ての会議をボイコットし、それにより朝鮮戦争への国連軍の介入にソ連の拒否権が行使されなかった。

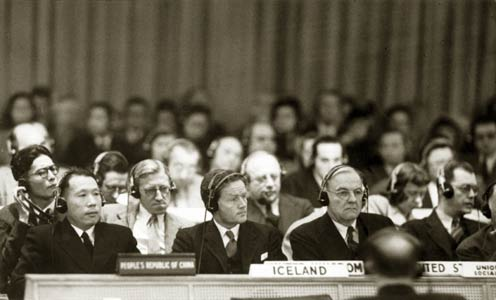
1950年11月、中華人民共和国を代表して安全保障理事会で演説する伍修権（前列左から1人目）

中華民国は、1949年に中ソ友好同盟条約と国連憲章に違反したとしてソ連を国連に提訴し、その結果、国連総会は決議291号と292号を可決して、提訴を「継続的な調査と研究のために総会の暫定委員会に委ねる」とした。1952年、国連総会は、国民党政府が日本が降伏した後の満洲で中国の権威を再確立するのをソ連が妨げ、国民党政権に対抗して中国共産党に軍事的・経済的援助を与えたと認定した。ソ連を非難する国連総会決議505は、賛成25、反対9、棄権24、無投票2で可決された。また、同決議において中華民国が「中国の中央政府」と確認された。
中華民国が拒否権を行使したのは1度だけである。中華民国はソ連の友好条約違反を認めたことで、モンゴル人民共和国の独立を認めることができなくなった。そのため、1955年12月13日のモンゴルの国連加盟に対して拒否権を行使し、外モンゴルは中国の一部であると主張した。モンゴルの国連加盟申請が提出されたのは1946年6月24日だったが、冷戦時代における新規加盟国の受け入れをめぐる長期にわたる論争の一環として、西側諸国によって阻止されていた。総会は1955年12月8日の決議918(X)で、東西の18か国を同時に加盟させることによって、この論争を終結させるよう安全保障理事会に勧告した。1955年12月14日、安全保障理事会はソ連が提案した妥協案を採択し、総会は決議995(X)でモンゴルと日本を除いた16か国を国連に加盟させた。1961年、ソ連はモンゴルの加盟と引き換えに、モーリタニアの加盟に対する拒否権を解除することに同意した。1961年10月27日、モンゴルとモーリタニアは共に国連に加盟した。アフリカ諸国からの圧力に直面した中華民国は、抗議の末に譲歩した。1961年10月27日、モンゴルとモーリタニアが国連に加盟した。
同年に採択された国連総会決議1668により、中国の代表権問題は「重要問題」とされ、その変更には3分の2以上の賛成票が必要となった。1960年代以降、アルバニア人民共和国をはじめとする中華人民共和国に友好的な国々は、「蔣介石の代表」（中華民国のことを暗に指している）を国連から追放し、中華人民共和国を国連における中国の代表とすることを認める決議案を毎年総会に提出していた。アメリカとその同盟国により、その採択は毎回阻止されていた。両方の国の国連参加を認めるという妥協案は、両陣営とも「一つの中国」政策をとっていたため拒否された。
1960年代、新たに独立した発展途上国が国連に加盟したことで、国連総会は欧米主導から中華人民共和国に同調する国が主導するものへと徐々に変化していった。新たに設立された発展途上国だけでなく、ほとんどの西洋諸国も最終的には中華人民共和国を承認することを決めた。1950年代から1960年代にかけて、イギリス、スイス、スウェーデン、フランスは、中華民国の承認を取り消して中華人民共和国を承認した。1970年代初頭には、カナダ、トルコなど多くの西側諸国が中華人民共和国と外交関係を結び、中華民国との外交関係を断絶した。
1971年2月9日の安保理では、ソマリアが中華民国代表の信任状を「中国代表」とすることに異議を唱え、中華民国とアメリカは「中国代表の問題は安保理で扱うべきではない」と回答した。
1971年7月15日、17か国の国連加盟国が、「国際連合の創設メンバーであり、安全保障理事会の常任理事国である中華人民共和国が、1949年以来、組織的な工作によって、本来権利を有する議席を占める権利を拒否されている」として、「国際連合における中華人民共和国の合法的な権利の回復」に関する問題を第26回国連総会の暫定議題に加えるよう要請した。9月25日、この問題を議題とした17か国を含む23か国から、「中華人民共和国の全ての権利を回復し、蒋介石の代表を直ちに追放する」という決議案（A/L.630 and Add.l and 2）が提出された。9月29日、中華民国から代表権を奪う提案は国連憲章第18条に基づく重要問題であり、承認には3分の2以上の賛成が必要であることを宣言する別の決議案(A/L.632 and Add.l and 2)が22か国の支持により提出された。10月25日、A/L.632 and Add.l and 2は賛成59、反対55、棄権15により否決された。
サウジアラビアは、台湾島の人々が国連の後援の下による住民投票によって、国連が記録した条約によって定義された中立的地位を持つ主権国家としての独立継続、中国との連邦、中国との連邦の3つの選択肢の中から選択できるようになるまで、中華民国が国連およびその関連組織における議席を保持することを認める決議案を提出したが、アメリカの支持は得られなかった。
ソ連への外交圧力を高めるために、アメリカのリチャード・ニクソン大統領は、国家安全保障顧問のヘンリー・キッシンジャーを1971年7月と10月の2回にわたって中華人民共和国に派遣し（1回目はパキスタン経由で極秘裏に行われた）、当時中国の外交政策を担当していた周恩来首相と会談した。その結果、1972年のニクソン大統領、周恩来首相、毛沢東共産党主席による首脳会談が実現し、中華人民共和国の23年間の外交的孤立と相互敵対関係に終止符が打たれ、米中間の暗黙の戦略的反ソ同盟関係が正式に成立した。
1971年10月25日、アメリカは決議案の中の「蔣介石の代表を、国連およびそれに関連する全ての組織において不法に占有している場所から、直ちに追放する」という条項について、別個の投票を行うことを提案した。これは、中華人民共和国代表の信任状を受理し、中国代表として安全保障理事会に議席を置く一方で、中華民国は引き続き国連総会で代表権を持つことを提案したものである。この提案は、法的には受け入れられないものであった。中華民国は、設立以来の国連の一員であり、国連における中華民国代表の存在は、常に中国を代表するという主張を前提としていた。この動議は賛成61、反対51、棄権16で否決された。 中華民国代表は「これ以上総会の審議に参加しない」旨を宣言し、総会議場から退場した。続いて総会は、A/L.630の採決を行った。この決議は、アフリカの国連加盟国26か国の支持を得て、賛成76、反対35、棄権17、無投票3により決議2758として採択され、国連憲章第18条に基づき、蒋介石の代表（中華民国）を中国の正当な代表として承認することを撤回し、中華人民共和国政府を国連における中国の唯一の正当な代表として承認した。決議2758が可決された後の11月23日の安全保障理事会では、議長をはじめとする各国代表が中華人民共和国の代表を歓迎する発言を行った。中華民国は、安全保障理事会の議席だけでなく、国連における代表権も失った。
| 国連総会決議505号、2758号の議決権行使の記録 | 国連総会決議505号、2758号の議決権行使の記録 | 国連総会決議505号、2758号の議決権行使の記録 |
| 加盟国                                      | 決議505                                     | 決議2758                                    |
| ------------------------------------------- | ------------------------------------------- | ------------------------------------------- |
| アフガニスタン                              | 棄権                                        | 賛成                                        |
| アルバニア                                  | 未加盟                                      | 賛成                                        |
| アルジェリア                                | 未加盟                                      | 賛成                                        |
| アルゼンチン                                | 棄権                                        | 棄権                                        |
| オーストラリア                              | 棄権                                        | 反対                                        |
| オーストリア                                | 未加盟                                      | 賛成                                        |
| バーレーン                                  | 未加盟                                      | 棄権                                        |
| バルバドス                                  | 未加盟                                      | 棄権                                        |
| ベルギー                                    | 棄権                                        | 賛成                                        |
| ブータン                                    | 未加盟                                      | 賛成                                        |
| ボリビア                                    | 賛成                                        | 反対                                        |
| ボツワナ                                    | 未加盟                                      | 賛成                                        |
| ブラジル                                    | 賛成                                        | 反対                                        |
| ブルガリア                                  | 未加盟                                      | 賛成                                        |
| ビルマ連邦                                  | 反対                                        | 賛成                                        |
| ブルンジ                                    | 未加盟                                      | 賛成                                        |
| 白ロシア・ソビエト社会主義共和国            | 反対                                        | 賛成                                        |
| カメルーン                                  | 未加盟                                      | 賛成                                        |
| カナダ                                      | 棄権                                        | 賛成                                        |
| 中央アフリカ共和国                          | 未加盟                                      | 反対                                        |
| セイロン                                    | 未加盟                                      | 賛成                                        |
| チャド                                      | 未加盟                                      | 反対                                        |
| チリ                                        | 賛成                                        | 賛成                                        |
| 中華民国                                    | 賛成                                        | 投票せず                                    |
| コロンビア                                  | 賛成                                        | 棄権                                        |
| ザイール                                    | 未加盟                                      | 賛成                                        |
| コンゴ民主共和国                            | 未加盟                                      | 反対                                        |
| コスタリカ                                  | 賛成                                        | 反対                                        |
| キューバ                                    | 賛成                                        | 賛成                                        |
| キプロス                                    | 未加盟                                      | 棄権                                        |
| チェコスロバキア                            | 反対                                        | 賛成                                        |
| ダホメ共和国                                | 未加盟                                      | 反対                                        |
| デンマーク                                  | 棄権                                        | 賛成                                        |
| ドミニカ共和国                              | 賛成                                        | 反対                                        |
| エクアドル                                  | 賛成                                        | 賛成                                        |
| エジプト                                    | 棄権                                        | 賛成                                        |
| エルサルバドル                              | 投票せず                                    | 反対                                        |
| 赤道ギニア                                  | 未加盟                                      | 賛成                                        |
| エチオピア帝国                              | 棄権                                        | 賛成                                        |
| フィジー                                    | 未加盟                                      | 棄権                                        |
| フィンランド                                | 未加盟                                      | 賛成                                        |
| フランス                                    | 棄権                                        | 賛成                                        |
| ガボン                                      | 未加盟                                      | 反対                                        |
| ガンビア                                    | 未加盟                                      | 反対                                        |
| ガーナ                                      | 未加盟                                      | 賛成                                        |
|                                             | 賛成                                        | 棄権                                        |
| グアテマラ                                  | 棄権                                        | 反対                                        |
| ギニア                                      | 未加盟                                      | 賛成                                        |
| ガイアナ                                    | 未加盟                                      | 賛成                                        |
| ハイチ                                      | 賛成                                        | 反対                                        |
| ホンジュラス                                | 賛成                                        | 反対                                        |
| ハンガリー                                  | 未加盟                                      | 賛成                                        |
| アイスランド                                | 棄権                                        | 賛成                                        |
| インド                                      | 反対                                        | 賛成                                        |
| インドネシア                                | 反対                                        | 棄権                                        |
| イラン                                      | 棄権                                        | 賛成                                        |
| イラク                                      | 賛成                                        | 賛成                                        |
| アイルランド                                | 未加盟                                      | 賛成                                        |
| イスラエル                                  | 反対                                        | 賛成                                        |
| イタリア                                    | 未加盟                                      | 賛成                                        |
| コートジボワール                            | 未加盟                                      | 反対                                        |
| ジャマイカ                                  | 未加盟                                      | 棄権                                        |
| 日本                                        | 未加盟                                      | 反対                                        |
| ヨルダン                                    | 未加盟                                      | 棄権                                        |
| ケニア                                      | 未加盟                                      | 賛成                                        |
| クメール共和国                              | 未加盟                                      | 反対                                        |
| クウェート                                  | 未加盟                                      | 賛成                                        |
| ラオス王国                                  | 未加盟                                      | 賛成                                        |
| レバノン                                    | 賛成                                        | 棄権                                        |
| レソト                                      | 未加盟                                      | 反対                                        |
| リベリア                                    | 賛成                                        | 反対                                        |
| リビア                                      | 未加盟                                      | 賛成                                        |
| ルクセンブルク                              | 棄権                                        | 棄権                                        |
| マダガスカル                                | 未加盟                                      | 反対                                        |
| マラウイ                                    | 未加盟                                      | 反対                                        |
| マレーシア                                  | 未加盟                                      | 賛成                                        |
| モルディブ                                  | 未加盟                                      | 投票せず                                    |
| マリ                                        | 未加盟                                      | 賛成                                        |
| マルタ                                      | 未加盟                                      | 反対                                        |
| モーリタニア                                | 未加盟                                      | 賛成                                        |
| モーリシャス                                | 未加盟                                      | 棄権                                        |
| メキシコ                                    | 棄権                                        | 賛成                                        |
| モンゴル                                    | 未加盟                                      | 賛成                                        |
| モロッコ                                    | 未加盟                                      | 賛成                                        |
| ネパール王国                                | 未加盟                                      | 賛成                                        |
| オランダ                                    | 棄権                                        | 賛成                                        |
| ニュージーランド                            | 棄権                                        | 反対                                        |
| ニカラグア                                  | 賛成                                        | 反対                                        |
| ニジェール                                  | 未加盟                                      | 反対                                        |
| ナイジェリア                                | 未加盟                                      | 賛成                                        |
| ノルウェー                                  | 棄権                                        | 賛成                                        |
| オマーン                                    | 未加盟                                      | 投票せず                                    |
| パキスタン                                  | 棄権                                        | 賛成                                        |
| パナマ                                      | 賛成                                        | 棄権                                        |
| パラグアイ                                  | 賛成                                        | 反対                                        |
| ペルー                                      | 賛成                                        | 賛成                                        |
| フィリピン                                  | 賛成                                        | 反対                                        |
| ポーランド                                  | 反対                                        | 賛成                                        |
| ポルトガル                                  | 未加盟                                      | 賛成                                        |
| カタール                                    | 未加盟                                      | 棄権                                        |
| ルーマニア                                  | 未加盟                                      | 賛成                                        |
| ルワンダ                                    | 未加盟                                      | 賛成                                        |
| サウジアラビア                              | 棄権                                        | 反対                                        |
| セネガル                                    | 未加盟                                      | 賛成                                        |
| シエラレオネ                                | 未加盟                                      | 賛成                                        |
| シンガポール                                | 未加盟                                      | 賛成                                        |
| ソマリア                                    | 未加盟                                      | 賛成                                        |
| 南アフリカ                                  | 投票せず                                    | 反対                                        |
| ソビエト連邦                                | 反対                                        | 賛成                                        |
| スペイン                                    | 未加盟                                      | 棄権                                        |
| スーダン                                    | 未加盟                                      | 賛成                                        |
| スワジランド                                | 未加盟                                      | 反対                                        |
| スウェーデン                                | 棄権                                        | 賛成                                        |
| シリア                                      | 棄権                                        | 賛成                                        |
| タイ                                        | 賛成                                        | 棄権                                        |
| トーゴ                                      | 未加盟                                      | 賛成                                        |
| トリニダード・トバゴ                        | 未加盟                                      | 賛成                                        |
| チュニジア                                  | 未加盟                                      | 賛成                                        |
| トルコ                                      | 賛成                                        | 賛成                                        |
| ウガンダ                                    | 未加盟                                      | 賛成                                        |
| ウクライナ・ソビエト社会主義共和国          | 反対                                        | 賛成                                        |
| イギリス                                    | 棄権                                        | 賛成                                        |
| タンザニア                                  | 未加盟                                      | 賛成                                        |
| アメリカ                                    | 賛成                                        | 反対                                        |
| オートボルタ共和国                          | 未加盟                                      | 反対                                        |
| ウルグアイ                                  | 賛成                                        | 反対                                        |
| ベネズエラ                                  | 賛成                                        | 反対                                        |
| 北イエメン                                  | 棄権                                        | 賛成                                        |
| 南イエメン                                  | 未加盟                                      | 賛成                                        |
| ユーゴスラビア                              | 棄権                                        | 賛成                                        |
| ザンビア                                    | 未加盟                                      | 賛成                                        |

#### 中華民国を国連に再加盟させるための努力
国連総会決議2758の採択を受けて、中華民国には国連の常任代表がいなくなった。ウ・タント国連事務総長は、中華人民共和国政府に安保理にすぐに代表団を派遣するようメッセージを送った。中華民国が国連での議席を失っただけでなく、総会が台湾を中華人民共和国の一部とみなしているため、中華民国が条約の締約国になることは認められていないと事務総長は判断した。
1993年、中華民国は中華人民共和国から分離して国連に再加盟する運動を始めた。専門機関への加盟、オブザーバー資格の申請、正式加盟の申請、国連総会決議2758の撤回による中国の国連席の奪還など、さまざまな選択肢が検討された。
1993年から2006年までの間、毎年、国連加盟国が国連事務総長に覚書を提出し、国連総会が中華民国の国連参加再開を検討するよう要請していた。
正式な加盟申請ではなくこの方法が選ばれたのは、加盟申請では中華人民共和国が拒否権を持つ安全保障理事会の承認が必要になるためである。初期の案では、東西ドイツや南北朝鮮など、分断された国がそれぞれ別に国連加盟国となった例を挙げ、中華民国を中華人民共和国と並列に加盟させ、最終的な統一まで待つことを提案していた。その後の決議案では、中華民国は中華人民共和国が実質的な主権を持たない独立した国家であることが強調された。これらの決議案では、"Republic of China in Taiwan"（台湾の中華民国、1993-94年）、"Republic of China on Taiwan"（台湾にある中華民国、1995–97年、1999–2002年）、"Republic of China"（中華民国、1998年）、"Republic of China (Taiwan)"（中華民国（台湾）、2003年）、"Taiwan"（台湾、2004–06年）のように、中華民国を様々な名称で呼んでいた。
しかし、中華人民共和国の強い反対により、総会の一般委員会がこの問題を総会の議題として討議することを断念したため、14回の試みは全て失敗に終わった。
これらの提案はいずれも法的メカニズムを明示せずに中華民国の国連活動への参加を認めるよう要請する曖昧なものであったが、2007年に中華民国は「台湾」という名称で国連への正式加盟を申請した。2007年9月15日には、3千人以上の台湾系アメリカ人とその支持者がニューヨークの国連ビル前で集会を行い、台湾でも30万人以上の台湾人が集会を行い、中華民国の国連加盟の支持を表明した。また、この問題では、中華民国は多くの欧州議会議員の支持を得た。しかし、国連法務部は総会決議2758を引用して申請を却下し、安全保障理事会に回されることなく終了した。潘基文事務総長は次のように述べた。
国連の立場は、中華人民共和国が中国の唯一かつ正当な代表政府として中国全土を代表しているというものです。台湾の人々の国連加盟の希望に対するこれまでの決定は、そのような根拠に基づいたものです。今おっしゃった決議（総会決議2758）は、中国政府が唯一かつ正当な政府であり、台湾は中国の一部であるというのが国連の立場であることを明確に述べています。
国連が加盟申請を却下したことに対し、中華民国政府は、台湾は現在も過去も中華人民共和国の管轄下にはなく、総会決議2758は台湾の国連代表権の問題を明確にしていないため、台湾が独立した主権国家として国連に参加することを妨げるものではないとしている。中華民国は、決議2758は国連の議席を中華民国から中華人民共和国に移しただけで、国連における台湾の代表権の問題は取り上げていないと主張した。また、中華民国政府は、潘事務総長が台湾は中国の一部であると主張し、国連の標準的な手続き（安全保障理事会暫定手続き規則第10章規則59）に反して、安全保障理事会や総会に回さずに申請書を返送したことを批判した。中華民国は、国連が台湾の主権に関して正式な姿勢をとったことはないと強調した。一方、台湾は中国の一部であり、台湾当局が国連に加盟またはオブザーバーとして申請することに断固反対すると表明している中華人民共和国政府は、今回の国連の決定は「国連憲章と国連総会決議2758に基づいて行われたものであり、国連とその加盟国が『一つの中国』の原則に普遍的に固執していることを示している」と評価している。国連加盟国のグループは、この申請を安全保障理事会で検討するよう求める決議案を同年秋の国連総会に提出した。
潘事務総長はまた、アメリカから非公式ルートでこの発言に対する非難を受けた。潘基文の発言を受けて、アメリカが台湾の地位に関する立場を改めて表明したという未確認情報もある。ヘリテージ財団の記事によれば、アメリカは次のような内容の外交照会を提示したという。
もし国連事務局が台湾を中国の一部と表現したり、そのような状態を示唆するような名称を使用することを主張するならば、アメリカは国家的にそのような立場から離脱する義務がある。
『ウォール・ストリート・ジャーナル』紙は、2007年7月に中華民国の申請を却下した潘基文事務総長を批判し、「台湾は中国の一部である」とする潘事務総長による決議2758の解釈は誤りであるとみなした。しかし、潘事務総長の発言は、中華民国の代表権を認めないという長年の国連の慣例を反映したものであり、国連が公布した他の文書にも反映されている。例えば、国連の「多国間条約の最終条項ハンドブック」2003年版（潘事務総長の在任前の出版物）には次のように書かれている。
中国の台湾省に関して、事務総長は、国連における中華人民共和国の合法的な権利の回復に関する1971年10月25日の総会決議2758(XXVI)に盛り込まれた総会の指導に従う。総会は、中華人民共和国政府の代表者を、国連に対する中国の唯一の合法的な代表者として認めることを決定した。従って、中国の台湾省から受け取った文書は、預託者としての立場にある事務総長は受理しない。
2008年、中華民国による国連加盟に関する2つの国民投票が行われたが、投票率が規定値に達せず成立しなかった。同年秋、中華民国は新たなアプローチとして、同盟国が「中華民国（台湾）」の国連専門機関への「意味のある参加」を認めるよう求める決議案を提出した。しかし、国連の小委員会が、中華民国の国連活動への参加申請を総会で審議させないとの判断を下したため、この問題は総会の議題に上がらなかった。この直後、アメリカと欧州連合(EU)の各国政府は、「台湾」（中華民国ではなく）が世界保健機関などの国連専門機関に「意味のある参加」をすることへの支持を表明した。2009年5月、中華民国衛生署は、世界保健機関からの招待を受け、「チャイニーズタイペイ」の名で第62回世界保健総会にオブザーバーとして出席した。これは中華民国にとって1971年以来の国連関連機関が主催する会議への参加だった。これは、その前年に馬英九が中華民国総統に就任して以来、中台関係が改善された結果である。
2009年、中華民国は1993年にキャンペーンを開始して以来初めて、国連加盟問題を総会での議論に持ち込まないことを選択した。
2013年のアメリカ議会報告書では、アメリカの超党派の「一つの中国」政策を次のように説明している。
アメリカ合衆国は、台湾の地位に関して、独自の「一つの中国」政策（中華人民共和国の「一つの中国」原則とは異なる）と立場を持っている。中華人民共和国の台湾に対する主張も、主権国家としての台湾も認めず、アメリカ合衆国の政策は台湾の地位を未確定なものと考えている。

### 中華人民共和国時代（1971年 - ）
中華人民共和国は、1971年、21回目の国連加盟申請の投票で加盟が認められた。
中華人民共和国は国連に宛てた1972年9月29日付の書簡で、中華民国が批准した多国間条約を中華人民共和国が遵守する義務はないと主張した。その中には、1966年に国連総会で採択された「市民的及び政治的権利に関する国際規約」(ICCPR)や「経済的、社会的及び文化的権利に関する国際規約」(ICESCR)を含む。しかし、中華人民共和国は1971年に国連加盟を理由に1948年の世界人権宣言(UDHR)の受諾を表明している。
1980年代初頭から、特に1989年以降、国連の人権機関は、積極的な監視と基準の厳格な維持によって、中華人民共和国に対し、不干渉原則の主張から脱却し、他国の人権状況を批判する決議に参加し、人権規範と国連手続きの自国への適用を受け入れるように促してきた。中華人民共和国は国内で反体制派を弾圧し続け、改革を求める外部からの圧力に断固として反抗しているように見えるが、アン・ケントは、中華人民共和国が徐々に国際的な人権基準の一部を実施し始めていると論じている。人権問題に関しては、中華人民共和国は、国内の社会的平等を犠牲にした強固なマクロ経済成長により、ますます影響力を増している。
1991年の湾岸戦争決議では、中華人民共和国は採決を棄権し、2003年のイラク戦争においては、イラクへの最後通告に賛成した。2003年にイラクへの武力行使を認める決議が安保理で採択されていたら、中華人民共和国は棄権していただろうというのが大方の見方である。
1995年に安保理の拡大が議論された際、中華人民共和国は日本に対抗してアフリカ諸国に議席を要求するよう働きかけ、日本のイニシアチブを無効にした。
2019年、国際連合人権高等弁務官事務所（OHCHR）が2013年以降にチベットやウイグルの反体制派を含む人権擁護活動家の名簿を引き渡していたと告発された。その中にはアメリカ合衆国の国民や在留者が含まれていた。最初は、OHCHRは告発に対して否定していたものの、その後、名前の共有は確認したが、当の人権擁護活動家に悪影響をもたらしたと異議を唱えた。これは、スターテン・ヘネラール（オランダ議会）の会期において議論された。